# Thorley Street
Thorley Street – wieś w Anglii, na wyspie Wight. Leży 13 km na zachód od miasta Newport i 130 km na południowy zachód od Londynu.